# Grammitis intromissa
Grammitis intromissa là một loài dương xỉ trong họ Polypodiaceae. Loài này được Christ Parris mô tả khoa học đầu tiên năm 1981.